# Urophora campestris
Urophora campestris är en tvåvingeart som beskrevs av Ito 1983. Urophora campestris ingår i släktet Urophora och familjen borrflugor. Inga underarter finns listade i Catalogue of Life.